# 통화

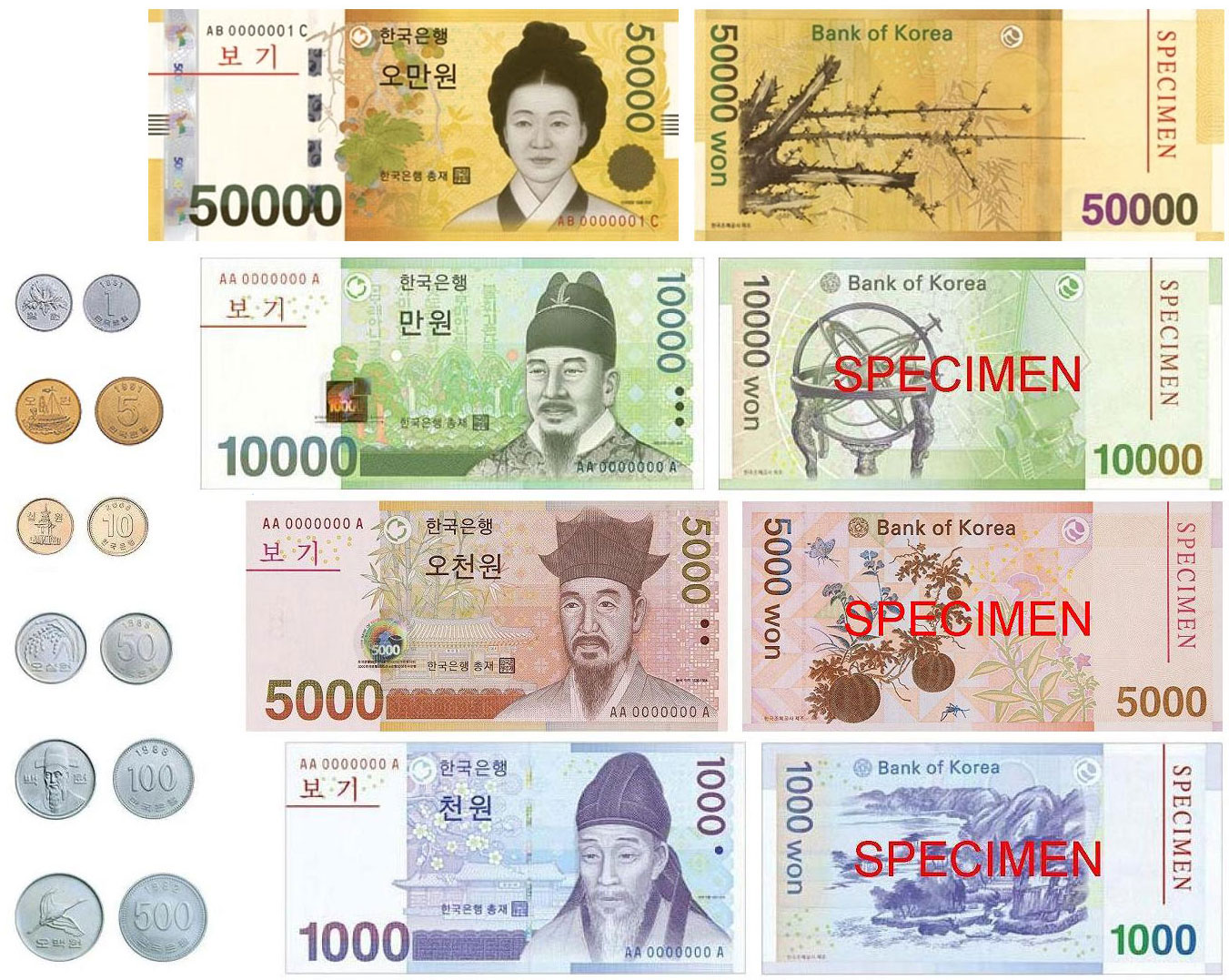
대한민국 현행 통화

통화(通貨, 영어: Currency)는 유통화폐(流通貨幣)의 준말로, 유통 수단이나 지불 수단으로서 기능하는 화폐다. 국가가 공식적 지정하여 쓰는 돈, 다시 말해 지불 및 상업적 유통 단위를 뜻한다. 모든 국가가 고유의 통화를 갖고 있지는 않으며, 드물게 다른 이웃 나라의 통화를 빌려 쓰는 경우도 있다. 일반적으로 한 국가의 통화는 경제적으로 고유의 가치를 갖고 있을 뿐만 아니라 또한 나름대로의 이름을 갖고 있는데, 이를 화폐 단위로도 부른다. 세계의 통화는 ISO 4217의 규정에 따라 국제적 표준 이름(약칭)을 갖고 있다.

## 종류
오늘날 일반적인 유통 수단으로 세계 각국에서 일반적으로 사용되고 있는 통화는 그 외형상의 형태에 따라 크게 두 종류로 나누어 볼 수 있다.
- 지폐(紙幣): 일반적으로 통화의 큰 단위를 구성한다.
- 동전(銅錢) 또는 주화(鑄貨): 오늘날은 지폐의 보조 단위로 사용된다. 재료로는 황금을 비롯하여 니켈에 이르기까지 다양하다. 특히 동서양을 막론하고 매우 일찍 고안된 가치의 교환 수단으로서 시대에 따라 생산된 동전들을 수집하고 연구하기도 한다.

## 지정통화
지정통화(指定通貨)는 환 관리상의 대외 거래의 결제에 사용이 인정된 통화를 의미한다.

## 같이 보기
- 돈
- 통화 정책
- 환율
- 외환보유고
- 통화량
- ISO 4217